# Grand Prix automobile de Nice 1934

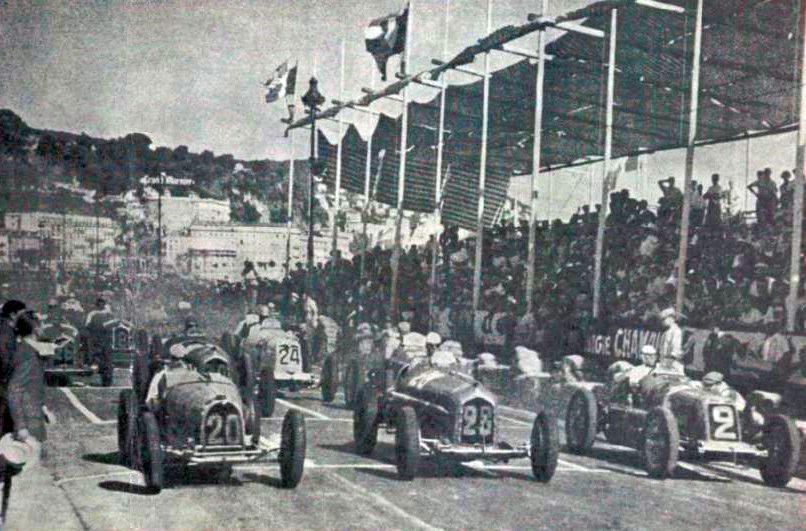
Départ du Grand Prix.

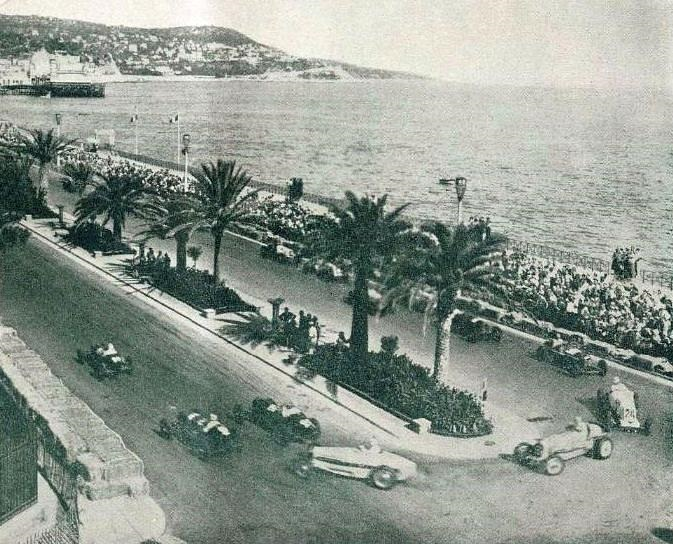
Vue littorale du Grand Prix, au virage de Gambetta.

Le Grand Prix automobile de Nice 1934 (III Grand Prix de Nice) est un Grand Prix qui s'est tenu sur le circuit urbain de Nice le 19 août 1934.

## Grille de départ
| 1re ligne | Pos. 3                       |                               | Pos. 2                         |                                      | Pos. 1                       |
|           | Nuvolari Maserati 1 min 44 s |                               | Varzi Alfa Romeo 1 min 44 s    |                                      | Dreyfus Bugatti 1 min 45 s?  |
| 2e ligne  |                              | Pos. 5                        |                                | Pos. 4                               |                              |
|           |                              | Étancelin Maserati 1 min 45 s |                                | Trossi Alfa Romeo 1 min 45 s         |                              |
| 3e ligne  | Pos. 8                       |                               | Pos. 7                         |                                      | Pos. 6                       |
|           | Rüesch Maserati 1 min 51 s   |                               | Straight Maserati 1 min 45 s   |                                      | Chiron Alfa Romeo 1 min 45 s |
| 4e ligne  |                              | Pos. 10                       |                                | Pos. 9                               |                              |
|           |                              | Sommer Maserati 1 min 52 s    |                                | Minozzi Alfa Romeo 1 min 52 s        |                              |
| 5e ligne  | Pos. 13                      |                               | Pos. 12                        |                                      | Pos. 11                      |
|           | Delmot Bugatti 1 min 53 s    |                               | Zehender Maserati 1 min 52 s   |                                      | Veyron Bugatti 1 min 52 s    |
| 6e ligne  |                              | Pos. 15                       |                                | Pos. 14                              |                              |
|           |                              | Brunet Bugatti 1 min 56 s     |                                | De Villapadierna Maserati 1 min 56 s |                              |
| 7e ligne  | Pos. 18                      |                               | Pos. 17                        |                                      | Pos. 16                      |
|           | Curzon Bugatti 2 min 8 s     |                               | Dell'Orto Alfa Romeo 2 min 5 s |                                      | Marret Bugatti 1 min 57 s    |

## Classement de la course

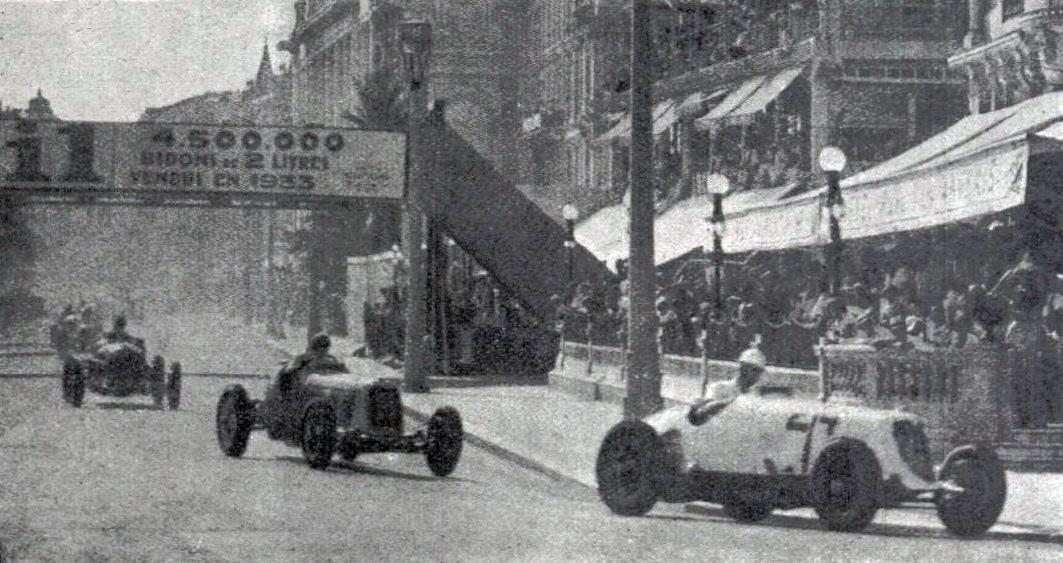
Le Grand Prix au virage du Ruhl.

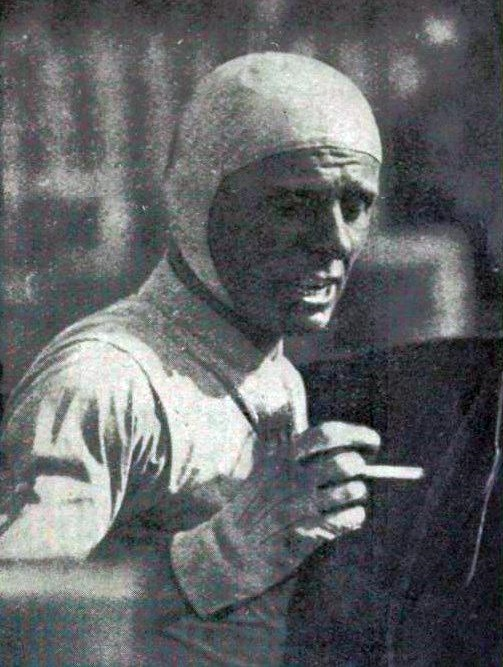
Achille Varzi, le vainqueur;..

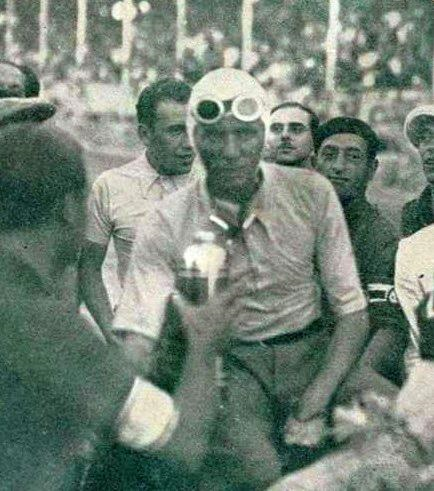
...sous un autre angle.

| Pos. | no | Pilote                           | Écurie                     | Châssis          | Tours | Temps/Abandon               | Grille |
| ---- | -- | -------------------------------- | -------------------------- | ---------------- | ----- | --------------------------- | ------ |
| 1    | 28 | Achille Varzi                    | Scuderia Ferrari           | Alfa Romeo P3    | 100   | 3 h 2 min 19 s (105,8 km/h) | 2      |
| 2    | 6  | Philippe Étancelin               | Privé                      | Maserati 8CM     | 99    | + 1 tour                    | 5      |
| 3    | 30 | Carlo Felice Trossi              | Scuderia Ferrari           | Alfa Romeo P3    | 97    | + 3 tours                   | 4      |
| 4    | 22 | José Maria de Villapadierna      | Comte de Villapadierna     | Maserati 8CM     | 97    | + 3 tours                   | 14     |
| 5    | 10 | Goffredo Zehender                | J. de Villars              | Maserati 8C      | 97    | + 3 tours                   | 12     |
| 6    | 32 | Pierre Veyron                    | Privé                      | Bugatti Type 51  | 95    | + 5 tours                   | 11     |
| 7    | 8  | Francis Curzon                   | Privé                      | Bugatti Type 51  | 94    | + 6 tours                   | 18     |
| 8    | 34 | Victor Marret                    | Privé                      | Bugatti Type 51  |       |                             | 16     |
| 9    | 12 | Robert Brunet                    | Privé                      | Bugatti Type 51  |       |                             | 15     |
| Abd. | 14 | Hans Rüesch                      | Privé                      | Maserati 8CM     | 69    | Boîte de vitesses           | 9      |
| Abd. | 26 | Louis Chiron                     | Scuderia Ferrari           | Alfa Romeo P3    |       |                             | 6      |
| Abd. | 2  | Tazio Nuvolari                   | Privé                      | Maserati 8CM     | 27    | Piston                      | 3      |
| Abd. | 18 | Giovanni Minozzi                 | Scuderia Siena             | Alfa Romeo Monza |       |                             | 9      |
| Abd. | 16 | Alberto Dell'Orto Raymond Sommer | Scuderia Siena             | Alfa Romeo Monza | 22    | Essieu                      | 17     |
| Abd. | 36 | Louis Delmot                     | Privé                      | Bugatti Type 51  |       |                             | 13     |
| Abd. | 20 | René Dreyfus                     | Automobiles Ettore Bugatti | Bugatti Type 59  | 19    | Accident                    | 1      |
| Abd. | 4  | Raymond Sommer                   | Privé                      | Maserati 8CM     | 14    | Mécanique                   | 10     |
| Abd. | 24 | Whitney Straight                 | Privé                      | Maserati 8CM     | 12    | Essieu                      | 7      |

- Légende: Abd.=Abandon - Np.=Non partant.

## Pole position et record du tour
- Pole position :  René Dreyfus (Maserati) en 1 min 45 s 0 (111,2 km/h).
- Meilleur tour en course :  Tazio Nuvolari (Maserati) en 1 min 44 s (111,2 km/h).